# Neue-Weinsteige-Linie
| Streckenlänge: | 2,6 km              |                                                         |                                                         |
| Spurweite: | 1000 mm (Meterspur) |                                                         |                                                         |
| |                     |                                                         |                                                         |
| \| \| \| Bopser \| \| \| \| \| Weissenburg (heute Bushaltestelle Neue Weinsteige 61) \| \| \| \| \| Kaiserlinde \| \| \| \| \| Wernhalde (heute Bushaltestelle Altenbergstaffel) \| \| \| \| \| Etzeldenkmal \| \| \| \| \| Waldau (heute Stadtbahn- und Bushaltestelle Weinsteige) \| \| \| \| \| Zahnradbahn Stuttgart \| (heute als Straßenbahn konzessioniert) \| \| \| \| Karlstraße (heute Bushaltestelle Karl-Pfaff-Straße) \| \| \| \| \| Degerloch \| \| |                     |                                                         |                                                         |
| Haltepunkt / Haltestelle Streckenanfang (Strecke außer Betrieb) |                     | Bopser                                                  | Bopser                                                  |
| Haltepunkt / Haltestelle (Strecke außer Betrieb) |                     | Weissenburg (heute Bushaltestelle Neue Weinsteige 61)   | Weissenburg (heute Bushaltestelle Neue Weinsteige 61)   |
| Haltepunkt / Haltestelle (Strecke außer Betrieb) |                     | Kaiserlinde                                             | Kaiserlinde                                             |
| Haltepunkt / Haltestelle (Strecke außer Betrieb) |                     | Wernhalde (heute Bushaltestelle Altenbergstaffel)       | Wernhalde (heute Bushaltestelle Altenbergstaffel)       |
| Haltepunkt / Haltestelle (Strecke außer Betrieb) |                     | Etzeldenkmal                                            | Etzeldenkmal                                            |
| Haltepunkt / Haltestelle (Strecke außer Betrieb) |                     | Waldau (heute Stadtbahn- und Bushaltestelle Weinsteige) | Waldau (heute Stadtbahn- und Bushaltestelle Weinsteige) |
| Kreuzung geradeaus unten (Strecke geradeaus außer Betrieb) |                     | Zahnradbahn Stuttgart                                   | (heute als Straßenbahn konzessioniert)                  |
| Haltepunkt / Haltestelle (Strecke außer Betrieb) |                     | Karlstraße (heute Bushaltestelle Karl-Pfaff-Straße)     | Karlstraße (heute Bushaltestelle Karl-Pfaff-Straße)     |
| Haltepunkt / Haltestelle Streckenende (Strecke außer Betrieb) |                     | Degerloch                                               | Degerloch                                               |

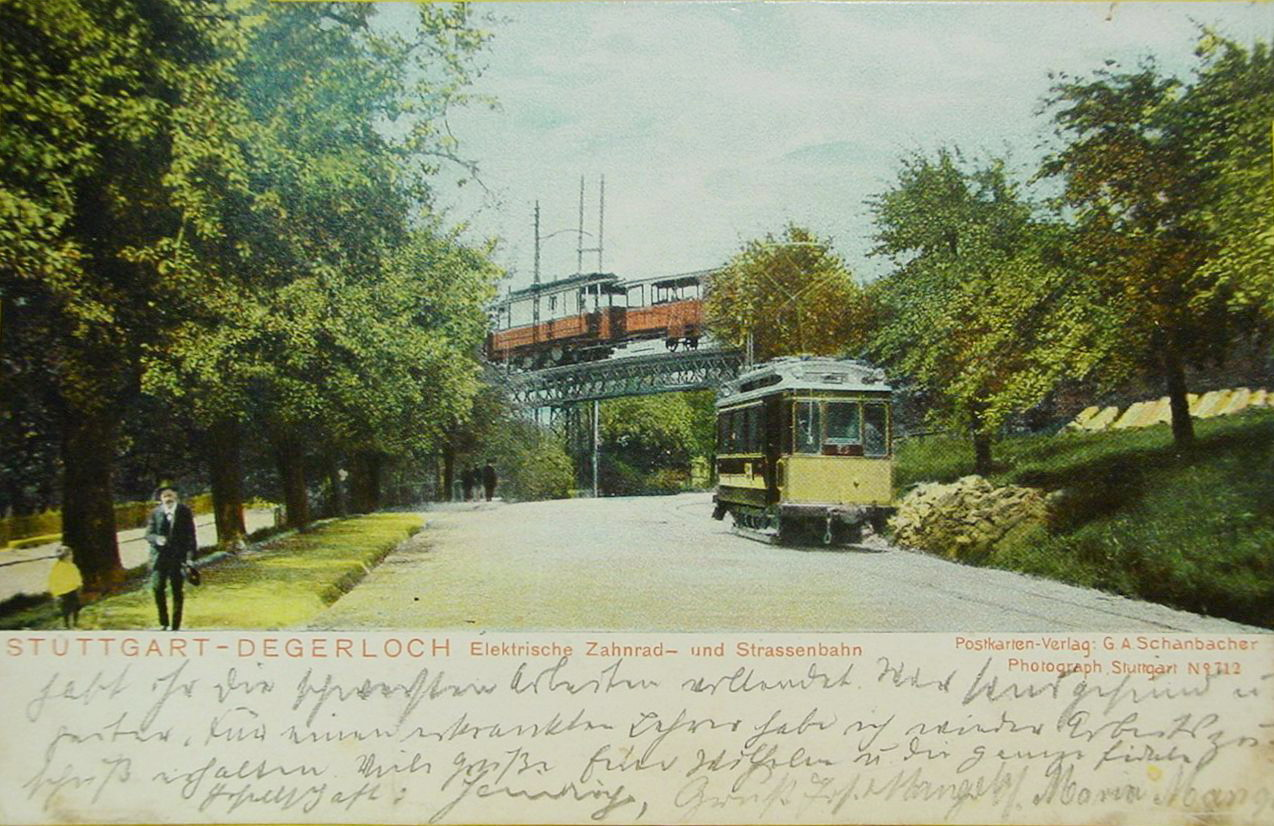
1906: ein Wagen der Neuen-Weinsteige-Linie auf Bergfahrt, im Hintergrund die Zahnradbahn

Die Neue-Weinsteige-Linie ist eine ehemalige meterspurige Eisenbahnstrecke in Stuttgart, die später zu einer Straßenbahnstrecke umkonzessioniert wurde. 1987 wurde sie stillgelegt und durch den Stadtbahn-Tunnel Bopser–Degerloch ersetzt.
Die 2,6 Kilometer lange Schmalspurbahn führte vom Platz gegenüber der Bopseranlage, heute auf der Grenze zwischen den Stadtbezirken Stuttgart-Süd und Stuttgart-Mitte, über die Hohenheimer Straße, die Neue Weinsteige und die Obere Weinsteige zum Albplatz im Stadtbezirk Degerloch. Aufgrund ihrer Streckenführung mit Panoramablick auf den Stuttgarter Talkessel galt sie als eine der schönsten Straßenbahnstrecken Deutschlands.

## Geschichte
Bereits ab 1884 waren die Landeshauptstadt Stuttgart und der bis 1908 eigenständige Ort Degerloch durch die Zahnradbahn Stuttgart miteinander verbunden. Jedoch lag der Abfahrtsbahnhof der Zahnradbahn in der Filderstraße und somit peripher zur Innenstadt. Um den Fahrgästen eine kürzere Verbindung anbieten zu können, erhielt die Filderbahn-Gesellschaft (FBG) daher am 25. September 1902 vom Württembergischen Staat die Konzession für die Strecke, die Eröffnung erfolgte am 1. Mai 1904.
Am Bopser bestand eine Umsteigemöglichkeit zur Linie 6 der Stuttgarter Straßenbahnen (SSB), eine Gleisverbindung existierte anfangs jedoch nicht. Die neue Strecke war eingleisig, das Gleis befand sich an der Hangseite, und von Beginn an elektrifiziert. In Degerloch wiederum bestand eine Umsteigemöglichkeit zur sogenannten Oberen Filderbahn, der Bahnstrecke Stuttgart-Degerloch–Stuttgart-Möhringen. Trotz bestehender Gleisverbindung bestand jedoch für die Fahrgäste ein Umsteigezwang. Ursächlich hierfür waren nicht zuletzt betriebliche Gründe, die straßenbündig trassierte Neue-Weinsteige-Linie wurde bereits von Beginn an als Straßenbahn und ohne Güterverkehr betrieben.
Ab dem 11. August 1905 ging die Betriebsführung an das FBG-Nachfolgeunternehmen Württembergische Nebenbahnen (WN) über. Ab dem 1. März 1920 war dann die Stadt Stuttgart verantwortlich, noch im gleichen Jahr erfolgte schließlich auch der Zusammenschluss der Neue-Weinsteige-Linie mit dem damals ebenfalls meterspurigen städtischen Straßenbahnnetz. Für die Betriebsführung auf den Filderstrecken waren fortan die SSB zuständig, bevor diese zum 1. Januar 1934 dann vollständig in das SSB-Netz integriert wurden. Die SSB bauten die Strecke zweigleisig aus und verlegten sie dabei vom Straßenrand in die Straßenmitte.

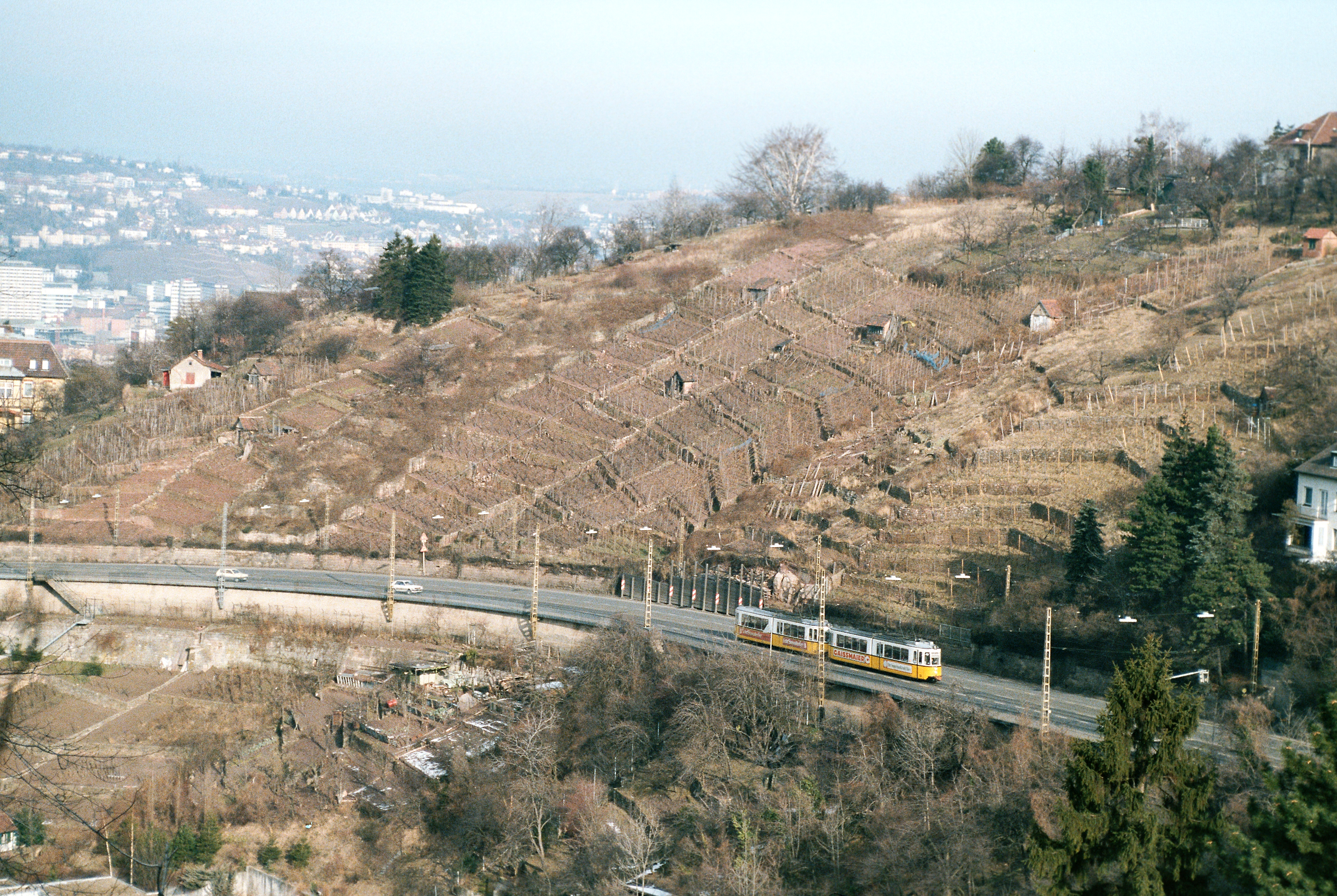
Blick auf die Neue Weinsteige mit einer Straßenbahn des Typs GT4 einige Jahre vor ihrer Auflassung (1984)

Im Zuge des fortschreitenden Ausbaus der Stadtbahn Stuttgart wurde am 26. September 1987 der Streckenabschnitt Bopser–Waldau in einen bergmännisch angelegten Tunnel verlegt und die Straßenbahngleise entfernt. Am 3. November 1990 folgte dann auch die restliche Strecke im oberen Bereich, dort wurde der eigene Gleiskörper zugunsten zusätzlicher Fahrstreifen für den Autoverkehr rückgebaut. Eine Zeit lang ersetzten die Überlandbusse der Linien 73 bis 77 die Straßenbahn, später wurde für einige Jahre ein Linientaxi mit der Nummer 78 eingesetzt. Heute verkehren auf der Neuen Weinsteige nur noch Nachtbusse.   
Bis in die Gegenwart erinnern die Oberleitungsmasten an die frühere Straßenbahn auf der Neuen Weinsteige, sie dienen heute der Straßenbeleuchtung.